# Hummer Newburg

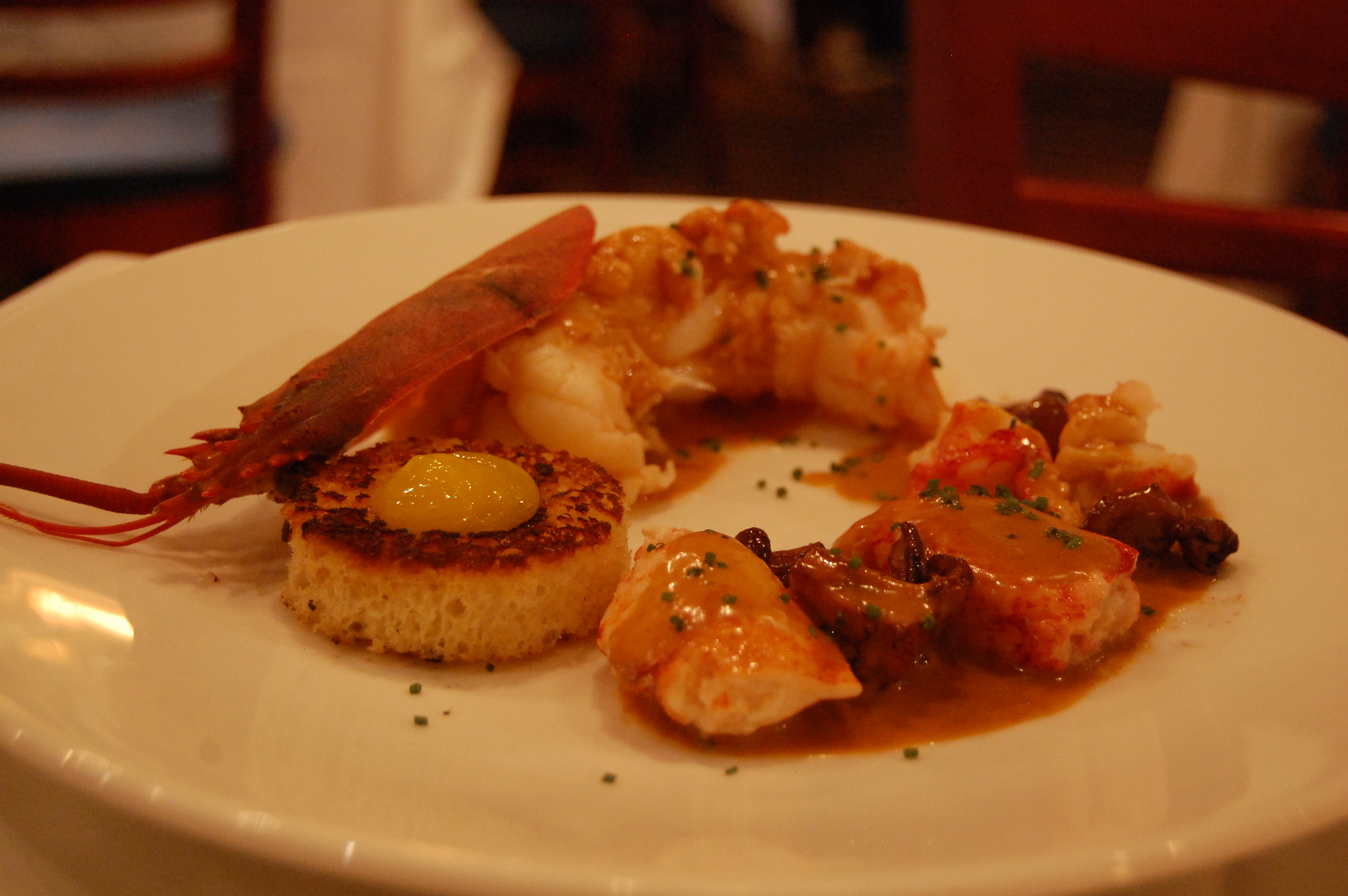
Lobster Newburg

Hummer Newburg (englisch: Lobster Newburg) ist ein Gericht für Hummerfleisch in einer Soße mit Sherry oder Weinbrand. Dieses Gericht für Hummer wurde von Ben Wenburg, einem ehemaligen Chefkoch des New Yorker Delmonico’s Restaurant entwickelt. Die Anfangsbuchstaben von Wenburg wurden nach einer Auseinandersetzung zu Newburg vertauscht.
Beim Lobster Newburg handelt es sich um in Sahne sautierten Hummern, von denen es viele Variationen gibt. Die Soße wird hergestellt, indem man Hummer à l’américaine zubereitet (in Öl und Butter sautiert) und Sahne und Fischbrühe hinzufügt.

## Zubereitungsarten
Nach Auguste Escoffiers Kochkunst-Führer von 1914 lautet es: „Dieses Gericht kann auf zwei verschiedene Arten zubereitet werden, nämlich mit rohem Hummer, die Zubereitungsart, die man meistens für große Service anwendet, und mit gekochtem Hummer, welche die eigentlich richtige Zubereitung ist.“
Mit rohem Hummer: Die Hummer roh zerschneiden und wie für „amerikanische Art“ in Öl und Butter sautieren, bis das Fleisch fest und die Schalen gefärbt sind. Mit Kognak, Marsala, Rahm und Fischfond eine Soße bereiten und auf die Hummerstücke gießen.
Mit gekochtem Hummer: Den Hummer in einer Courtbouillon kochen, das Fleisch des Schwanzes auslösen, indem man die unteren Glieder des Schwanzes abtrennt, dann in regelmäßige Scheiben schneiden, diese in ein gebuttertes Sautoir ordnen, auf beiden Seiten leicht erhitzen, um die rote Farbe des dünnen Häutchens zu entwickeln, mit Madeira begießen, und fast ganz einkochen. Kurz vor dem Servieren auf die Hummerscheiben eine Liaison aus Rahm und Eigelb gießen. Wenn die Bindung pochiert ist, den Hummer sofort in einer lauwarmen Schüssel anrichten.